# Крестьянська застава (станція метро)
«Крестьянська застава», «Селянська застава» (рос. Крестьянская застава) — 154-а станція Московського метрополітену, розташована на Люблінсько-Дмитровській лінії між станціями «Римська» і «Дубровка». Відкрита 28 грудня 1995 у складі черги «Чкаловська» — «Волзька». Названа по однойменній площі (до 1919 року — Площа Спаської застави).
«Крестьянська застава» є першою станцією метро колонно-стінового типу в Московському метрополітені. За її проектом побудовані пізніші станції, всі з яких розташовані на Люблінській лінії: «Дубровка», «Трубна», «Достоєвська».

## Вестибюлі і пересадки
У станції один підземний вестибюль, який сполучений із станцією Тагансько-Краснопресненської лінії «Пролетарська», через нього ж здійснюється перехід між станціями. Вестибюль сполучений ескалатором з південним торцем центрального залу. Пересадка була відкрита 23 липня 1997 — на півтора року пізніше станції.

### Пересадки
- Метростанцію  «Пролетарська»
- Автобуси: 9, 299, 608, т26;
- Трамваї: 12, 35, 38, 40, 43, 46

## Колійний розвиток
Станція без колійного розвитку.

## Технічні характеристики
Конструкція станції — колонно-стінова трисклепінна глибокого закладення. Станція була споруджена за новим проектом, без підплатформових приміщень, її колони і колійні стіни спираються на монолітну залізобетонну плиту.
Добовий пасажиропотік: через вестибюль на 2002 рік становив 7800 осіб, пересадний пасажиропотік на 1999 рік становив 120 300 осіб на добу.

## Оздоблення
Присвячене темі селянської праці. Колійні стіни, а також стіни між центральним залом і платформами облицьовані світлим мармуром. Стіни між центральним залом також прикрашені панно в техніці римської мозаїки (художники Н. І. Андронов, Ю. А. Шишков). Підлогу викладено сірим і чорним гранітом. Станція освітлюється люмінесцентними світильниками, прихованими в нішах за карнизом склепіння станції.